# 澳洲蠕蛇鰻
澳洲蠕蛇鰻，為輻鰭魚綱鰻鱺目糯鰻亞目蛇鰻科蠕蛇鰻屬的其中一種，分布於西南太平洋的澳洲海域，體長可達40公分，棲息在底層水域，屬肉食性，生活習性不明。

## 擴展閱讀
維基物種上的相關：澳洲蠕蛇鰻